# Vernon, Illinois
Vernon är en ort i Marion County i delstaten Illinois, USA.